# Шодековци
Шодековци е село в Северна България. То се намира в община Велико Търново, област Велико Търново.

## География
Село Шодековци се намира на 20 км южно от град Велико Търново и е разположено в полите на средния Предбалкан на около 400 м надморска височина в регион централна Стара планина.
През землището на селото тече река Еньовица, която на 6 км след него се влива в река Белица. Тясно асфалтирано шосе свързва селото с главен път Е55. По цялото си продължение шосето лъкатуши покрай река Еньовица, преминава през село Габровци и излиза на разклона на главния път със село Нацовци. На около 1 км южно от образуваното кръстовище се намира легендарният Килифаревски манастир. Главен път Е55 свързва Северна България с Южна България, преминавайки през старопланинския Проход на Републиката.
От село Шодековци може да се стигне до махалите Долен Еневец, Горен Еневец, Свирци, Димитровци, Деветаците, Пъровци и Бойчеви колиби.

## История
Точната година на възникване на селото не е известна, но се предполага, че първите заселници се установяват в местността ″Еленското″ в началните години от падането на България под османска власт.
В резултат на своето развитие и разрастване, селото се мести първоначално в местността ″Дядо Колев харман″, а по-късно в местността ″Дядови Славчови″. На тези места и в наши дни могат да бъдат различени основите на някогашните постройки. Последното преместване на селото на сегашния, огрян от слънцето склон, датира от преди около 230 години и може да бъде свързано с последвалото разширяване на правата на християнското население, под натиска на Великите сили в резултат на загубените от Османската империя Руско-турска война от 1768 – 1774 и последвалата Руско-турска война от 1787 – 1792 година.
Село Шодековци е едно от 72-те селца и махали в Килифарската долина, известни като ″Килифарските колиби″. Това е един от районите, в който се е подвизавал прочутият Филип Тотю войвода.

## Население
Численост на населението според преброяванията през годините:
| \| Година на преброяване \| Численост \| \| --------------------- \| --------- \| \| 1934 \| 149 \| \| 1946 \| 119 \| \| 1956 \| 95 \| \| 1965 \| 48 \| \| 1975 \| 26 \| \| 1985 \| 5 \| \| 1992 \| 11 \| \| 2001 \| 8 \| \| 2011 \| 3 \| \| 2021 \| 0 \| |           |
| Година на преброяване | Численост |
| 1934 | 149       |
| 1946 | 119       |
| 1956 | 95        |
| 1965 | 48        |
| 1975 | 26        |
| 1985 | 5         |
| 1992 | 11        |
| 2001 | 8         |
| 2011 | 3         |
| 2021 | 0         |

### Етнически състав
Преброяване на населението през 2011 г.
Численост и дял на етническите групи според преброяването на населението през 2011 г.:
|                     | Численост | Дял (в %) |
| Общо                | 3         | 100.00    |
| Българи             | 3         | 100.00    |
| Турци               | 0         | 0.00      |
| Цигани              | 0         | 0.00      |
| Други               | 0         | 0.00      |
| Не се самоопределят | 0         | 0.00      |
| Неотговорили        | 0         | 0.00      |

## Религия
Село Шодековци попада в диоцеза на Великотърновската епархия. Изповядваната в селото религия е православното християнство.
Посветената на небесния архистратиг ″Свети Архангел Михаил″ църква е построена от неизвестен майстор през 1894 година, като средствата, необходими за построяването ѝ, са изцяло от дарения от населението на селото и близките махали. Изграденият от дялан камък храм е с дължина 18 метра, широчина 10 метра и височина 8 метра. Камбанарията е отделно от него и се намира от лявата му страна. Към нея е пристроено малко едностайно жилище с преддверие и огнище в него. По време на църковни празници, огнището се е ползвало за подгряване на вода и за варене на курбани. Жилището е давано на наетия от селото учител.
През годините в църквата са служили следните Свещенослужители: Станчо Попов, Върбан Велков, Ангел Михайлов, Илия Проданов, Петър Томов, Павел Павлов и Тотю Тотев. Тези свещеници са служили и в църквата ″Свети Димитър″ на село Габровци. Село Шодековци е било винаги съставна енория на село Габровци.

## Културни и исторически свидетелства
- Първото училище в селото е било килийното, което се е намирало в същия двор, в който по-късно е изградена и църквата. След нейното построяване бива преместено и се помещава в преддверието ѝ. През 1908 година отваря вратите си, построеното изцяло със средства на местните жители начално училище ″Св. Кирил и Методий″. Непосредствено след откриването му, намиращото се в църквата килийно училище бива закрито.
- В двора на църквата се намира паметникът на загиналите от района, във водените Войни за национално обединение на България, и за присъединяване на териториите с българско население, откъснати от страната от Берлинския конгрес.

## Природни забележителности и околна среда
В покрайнините на селото река Еньовица прави живописен 3-метров праг, през който водите ѝ падат в недълбок вир и обливат околните скали. Този природен феномен се нарича ″Скока″. Гладките скални плочи под него са чудесно място за отмора и разхлада през горещите летни дни. В реката се ловят мряна, кефал и раци. В по-дълбоките вирове могат да бъдат забелязани и видри.
Заобикалящите селото гори са предимно широколистни с преобладаващи представители на бук, дъб, габър и цер. Иглолистните видове са по-рядко срещани и са в резултат на залесителна дейност, извършена в района в края на 60-те и началото на 70-те години. Крайречните дървета са представени от върбата и ракитата.
Околността е богата на гъби от видовете: манатарка, сърнела, печурка, пачи крак и масловка.
По близките поляни се берат бял равнец, жълт кантарион и мащерка. Животинският свят е представен в пълната си палитра, типична за Предбалкана, като в последните години се забелязва чувствително нарастване на популацията от чакали и диви прасета.
Районът е с умерено-континентален климат и се характеризира с горещо, оскъдно на валежи лято и студена зима.

## Редовни събития
В чест на Свети Архангел Михаил и църквата, носеща името му, празникът на селото е на Архангеловден – 8 ноември.

## Личности
- Родени в село Шодековци
  - Стоян Маринов (1838 – 1904), един от първите книгоиздатели и книжари в България
  - Иван Цонев Иванов (1873 – 1912), загинал на 6 декември при град Одрин, като редник от състава на Осемнадесети пехотен етърски полк

## Други
Чистият въздух, привлекателната природа, както и непосредствената близост до град Велико Търново са фактори, които още през 70-те години повлияват за създаването и на вилната зона в покрайнините на селото.